# Балымбетов, Самат Болатбекулы
Самат Болатбекулы Балымбетов (каз. Самат Болатбекұлы Балымбетов; 13 июля 1992, Кзыл-Орда, Казахстан) — казахстанский футболист, полузащитник.

## Клубная карьера
Футбольную карьеру начинал в 2013 году в составе клуба «Кайсар» в первой лиге. 3 мая 2015 года в матче против клуба «Кайрат» дебютировал в казахстанской Премьер-лиге (0:0), выйдя на замену на 93-й минуте вместо Данила Цоя.

## Клубная статистика
| Игровая карьера | Игровая карьера | Игровая карьера | Лига | Лига | Кубок | Кубок | Межд. | Межд. | Др. | Др. |
| --------------- | --------------- | --------------- | ---- | ---- | ----- | ----- | ----- | ----- | --- | --- |
| 2013            | Кайсар          | Б               | 13   | 2    | —     | —     | —     | —     | —   | —   |
| 2015            | Кайсар          | А               | 1    | 0    | 1     | 0     | —     | —     | —   | —   |
| 2015            | Байконур        | Б               | 11   | 0    | —     | —     | —     | —     | —   | —   |
| 2016            | Байконур        | Б               | 11   | 2    | —     | —     | —     | —     | —   | —   |
| 2017            | Байконур        | Б               | 21   | 5    | —     | —     | —     | —     | —   | —   |
| 2017            | Кайсар-М        | В               | 3    | 2    | —     | —     | —     | —     | —   | —   |
| 2018            | Байконур        | Б               | 32   | 9    | —     | —     | —     | —     | —   | —   |
| 2019            | Кайсар          | А               | 3    | 0    | —     | —     | —     | —     | —   | —   |
| 2019            | Байконур        | Б               | 14   | 3    | —     | —     | —     | —     | —   | —   |
| 2020            | Байконур        | Б               | 3    | 0    | —     | —     | —     | —     | —   | —   |
| 2021            | Байконур        | Б               | 14   | 3    | —     | —     | —     | —     | —   | —   |